# 대한민국 상법 제48조
대한민국 상법 제48조는 대리의 방식에 대한 상법총칙의 조문이다. 1984. 9. 1.에 시행되었으며 1984. 4. 10.에 일부개정되었다. 

## 조문
제48조 (대리의 방식) 상행위의 대리인이 본인을 위한 것임을 표시하지 아니하여도 그 행위는 본인에 대하여 효력이 있다. 그러나 상대방이 본인을 위한 것임을 알지 못한 때에는 대리인에 대하여도 이 이행의 청구를 할 수 있다.

第48條 (代理의 方式) 商行爲의 代理人이 本人을 爲한 것임을 表示하지 아니하여도 그 行爲는 本人에 對하여 效力이 있다. 그러나 相對方이 本人을 爲한 것임을 알지 못한 때에는 代理人에 對하여도 履行의 請求를 할 수 있다.

## 판례
상법 제48조 및 제395조의 각 규정은 거래행위에 관하여 적용되는 규정들로서 조세의 부과 및 징수에 관하여는 적용될 것이 아니다.

## 참고문헌
- 林重鎬. (2013). 非顯名代理에 관한 상법 제48조의 해석론과 입법론. 비교사법, 20(4), 1299-1338.
- 유영일. "상사대리에 관한 연구 (상법 제48조의 해석론을 중심으로)." 상사판례연구 18.1 (2005): 135-170.

## 같이 보기
- 대리